# Marie Walburga Truchsess-Waldburg-Zeil
Marie Walburga Josefa Kajetana z Truchsess-Waldburg-Zeilu, rozená z Harrachu-Hohenemsu (německy Maria Walburga von Truchsess-Waldburg-Zeil / geborene von Harrach, 22. října 1762 Brno – 25. května 1828 Kunín) byla moravská šlechtična, filantropka a mecenáška, manželka Klementa Aloise hraběte z Truchsess-Waldburg-Zeilu, zakladatelka filantropinia, vzdělávacího ústavu na kunínském zámku, kde posléze studoval také František Palacký. Patří k nejvýznamnějším osobnostem moravského osvícenství.

## Život
Narodila se v Brně jako jediné dítě polního podmaršálka císařské armády a majitele pěšího pluku Františka Xavera z Harrachu-Rohrau a jeho ženy Marie Rebeky, hraběnky z Hohenemsu. Dětství strávila na rodinných zámcích v Kuníně (Kunvaldu), v Bystrém u Poličky, v palácích v Brně a ve Vídni. Získala výborné soukromé vzdělání. Byla známa svou krásou, také intelektem, temperamentem či vášní pro jízdu na koni.

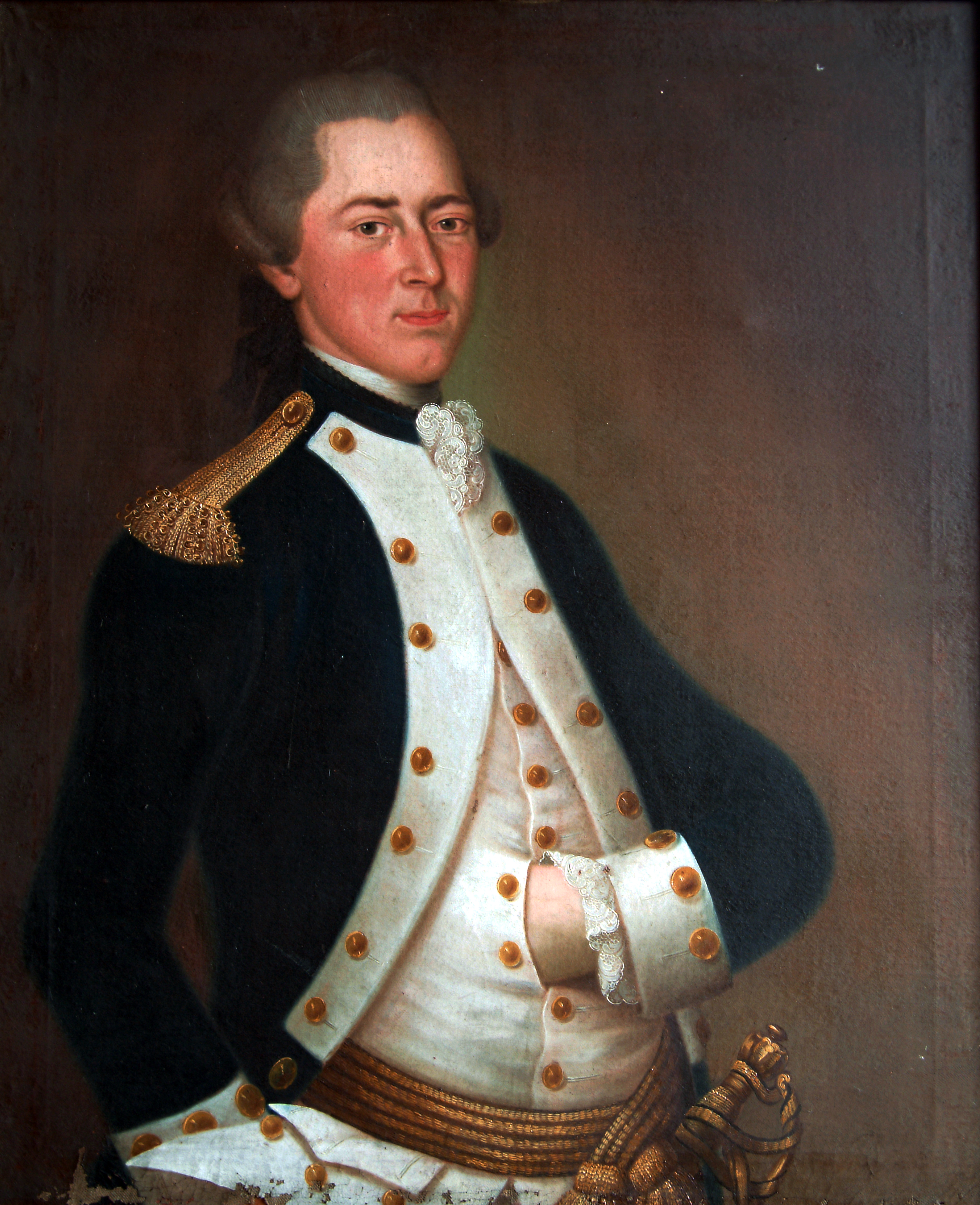
Klement hrabě z Waldburg-Zeil-Hohenemsu (1785)

### Manželství
12. září 1779 se v Inzersdorfu u Vídně provdala za německého šlechtice hraběte Klementa Aloise hraběte z Waldburg-Zeil-Hohenemsu (1753–1817), vlastníka rodinných statků v Porýní. Po sňatku se roku 1781 Klement stal rovněž majitelem manželčiných statků: kunínského (kunvaldského) panství, včetně zámku v Kuníně, který dali vystavět prarodiče Marie Walburgy, Bedřich August z Harrachu a jeho manželka Eleonora Karolína, rozená princezna z Lichtenštejna. Dále si činil nárok na panství Hohenems a říšské panství Lustenau, obojí dědictví po Mariině matce v rakouském Vorarlbersku.
Klement Alois na zámku v Kuníně 17. dubna 1786 uskutečnil historicky druhý pokus o let horkovzdušným balonem, dovezeným z Francie. Po krátkém letu a havárii balonu v koruně stromu se z ohniště, ohřívajícího vzduch v balonu, rozvinul požár, který se rozšířil na budovy u zámku a přilehlé stavby.

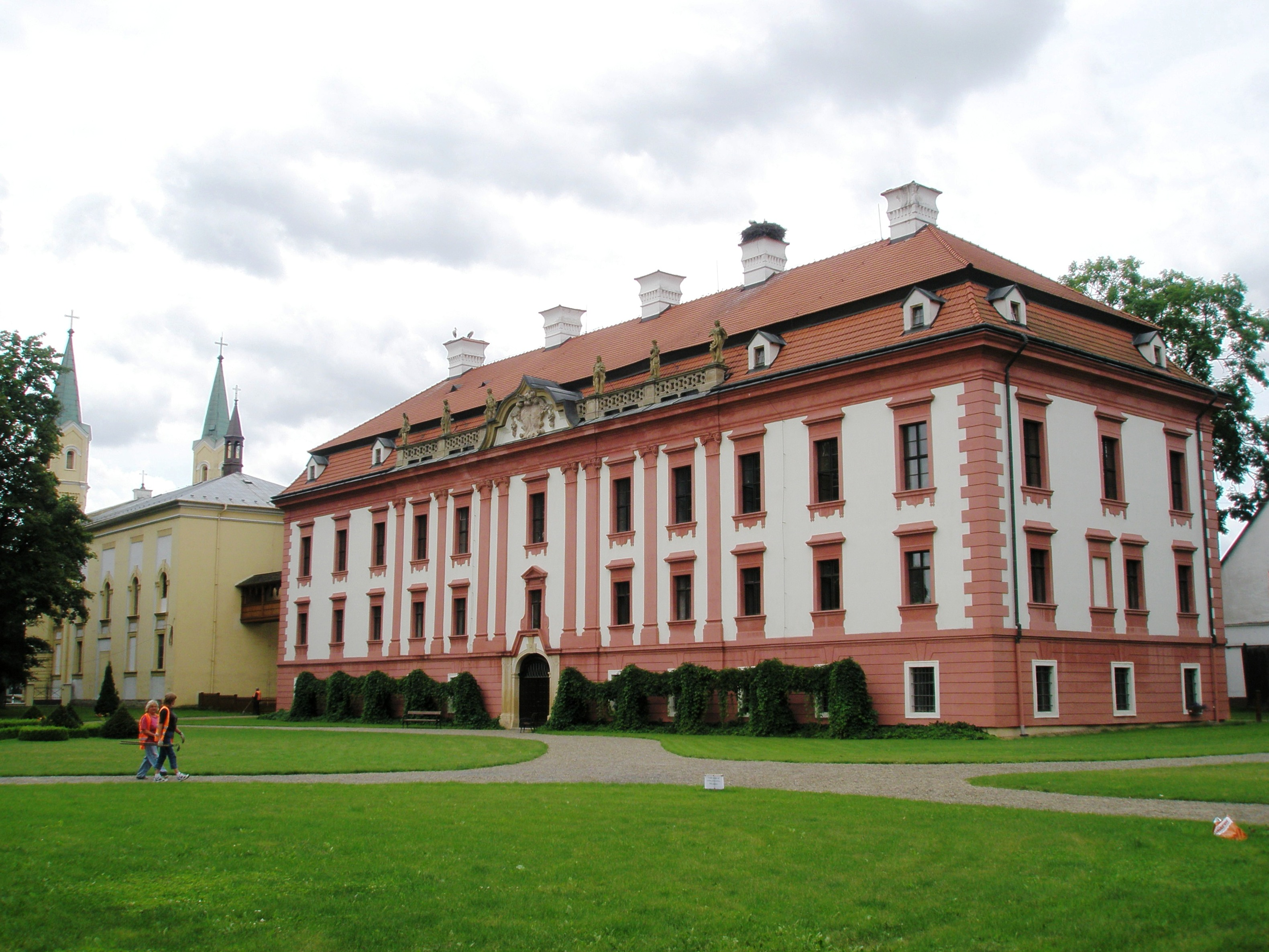
Zámek v Kuníně (dříve Kunvald), od roku 1792 sídlo Filantropinia

V prvních letech manželství tři jejich děti zemřely do věku tří let. Maria Walburga byla psychicky zdecimovaná, pokusila se také o sebevraždu. Manželství s Klementem Aloisem se rozpadlo, ten odjel na panství Ziel ve Švábsku. Roku 1786 s sebou odvezl posledního syna, Franze Karla Wunibalda Ludwiga. Marie Walburga pak žila sama na kunínském zámku. (Matka Marie Walburgy po dvaceti letech soudních sporů získala roku 1786 zpět práva na Lustenau a podle smlouvy z 22. března 1790 zůstala vládnoucí říšskou hraběnkou z Lustenau). Franz Karl, poslední potomek manželů, zemřel ve věku 18 let roku 1803 ve Švábsku.

### Statky a působení
Do života opuštěné Marie Walburgy vstoupili brněnští svobodní zednáři a tajní ilumináti, kteří hraběnku získali pro myšlenky filantropie. Hraběnka pod vlivem těchto myšlenek založila v prostorách zámku po vzoru obdobných škol v Německu roku 1792 vzdělávací a výchovný ústav – filantropinum, který se následně stal ohniskem vzdělávání v této části Moravy. Již předtím se zasloužila o znovuzřízení školy v Kuníně, zaniklé po třicetileté válce. V Hohenemsu založila velkou zámeckou knihovnu. Díky své dobročinnosti byla mezi svými poddanými velmi oblíbená, ale také se zadlužila. Proto byla nucena rakouské panství Hohenems a Lustenau, zděděné roku 1806 po matce, již roku 1813 prodat. Podařilo se jí odtamtud alespoň odvézt cennou rodinnou galerii Hohenemsů, která je v současnosti vystavena v Městském muzeu a galerii v Poličce, a některé součásti vybavení zámku.
Kromě kunínského panství Marie Walburga vlastnila rovněž panství Jeseník nad Odrou (1800-1820), Suchdol nad Odrou a Bystré u Poličky (1806-1828). Na suchdolském panství dala hraběnka mimo jiné provést roku 1799 první veřejné očkování dětí na Moravě proti pravým neštovicím. Během napoleonských válek Moravskou bránou táhly desetitisícové armády vojáků, krajem prošla francouzská i ruská armáda. V suchdolské kronice je záznam, že na faře strávil dvě noci legendární ruský vojevůdce Suvorov. Po bitvě u Slavkova v roce 1805 procházeli Suchdolem vracející se ruští vojáci nakažení tyfem. Tato nákaza se rozšířila na celé Kravařsko, takže v některých obcích, včetně Suchdola, onemocnělo až 85 % obyvatelstva.

### Filantropinum
Svou školu Marie Walburga založila roku 1792 po vzoru reformního gymnázia Filantropinum Schnepfenthal Christiana Gotthilfa Salzmanna z Waltershausenu v Duryňsku. Ve svém institutu prosazovala sociální a náboženskou toleranci. Studovaly zde vedle sebe děti všech sociálních tříd: děti poddaných, sirotci, děti měšťanů, úředníků, i šlechticů a různého náboženského vyznání: katolíci, evangelíci, židé, chlapci i děvčata ve věku od 5 do 15 let, Češi i Němci. Učitele platila z vlastních prostředků a sama pomáhala při výuce.
Výuka v zámecké škole byla neobyčejně přísná. Začínala již v pět hodin ráno a končila v 19 hodin večer. Učilo se od pondělí do soboty všem předmětům: matematice, přírodním vědám, jazykům, historii, vlastivědě, hudbě, kreslení, poprvé byla na Moravě zavedena do vyučování gymnastika. Výuka probíhala často v přírodě, byly podnikány výlety na Helfštýn, Radhošť či Lysou Horu. Zde děti stanovaly pod širým nebem a učily se poznávat okolní přírodu a krajinu. Byla zde uplatňována pravidla dietetiky: zdravá výživa, otužování.
Základy svého vzdělávání zde získal František Palacký, pozdější významný český učenec a vůdčí politik Národní strany, rodák z nedalekých Hodslavic. Později napsal, že léta strávená na zámecké škole byl „krásný jarní čas života mého“.
Jako příliš svobodomyslný ústav byla škola v roce 1814 nařízením Moravského gubernia v Brně zrušena, což bylo pro Marii Walburgu další životní ranou. Zřídila pak na zámku alespoň malý soukromý ústav pro výchovu a vzdělávání dětí svých úředníků.

### Stáří a smrt
Ve vyšším věku se u Marie Waldburgy projevila Pagetova choroba, působící nevýslovnou bolest dolních končetin. Posledních deset let svého života byla hraběnka nehybná na dolní končetiny, byl pro ni vyroben velký proutěný koš, ve kterém byla přenášena.

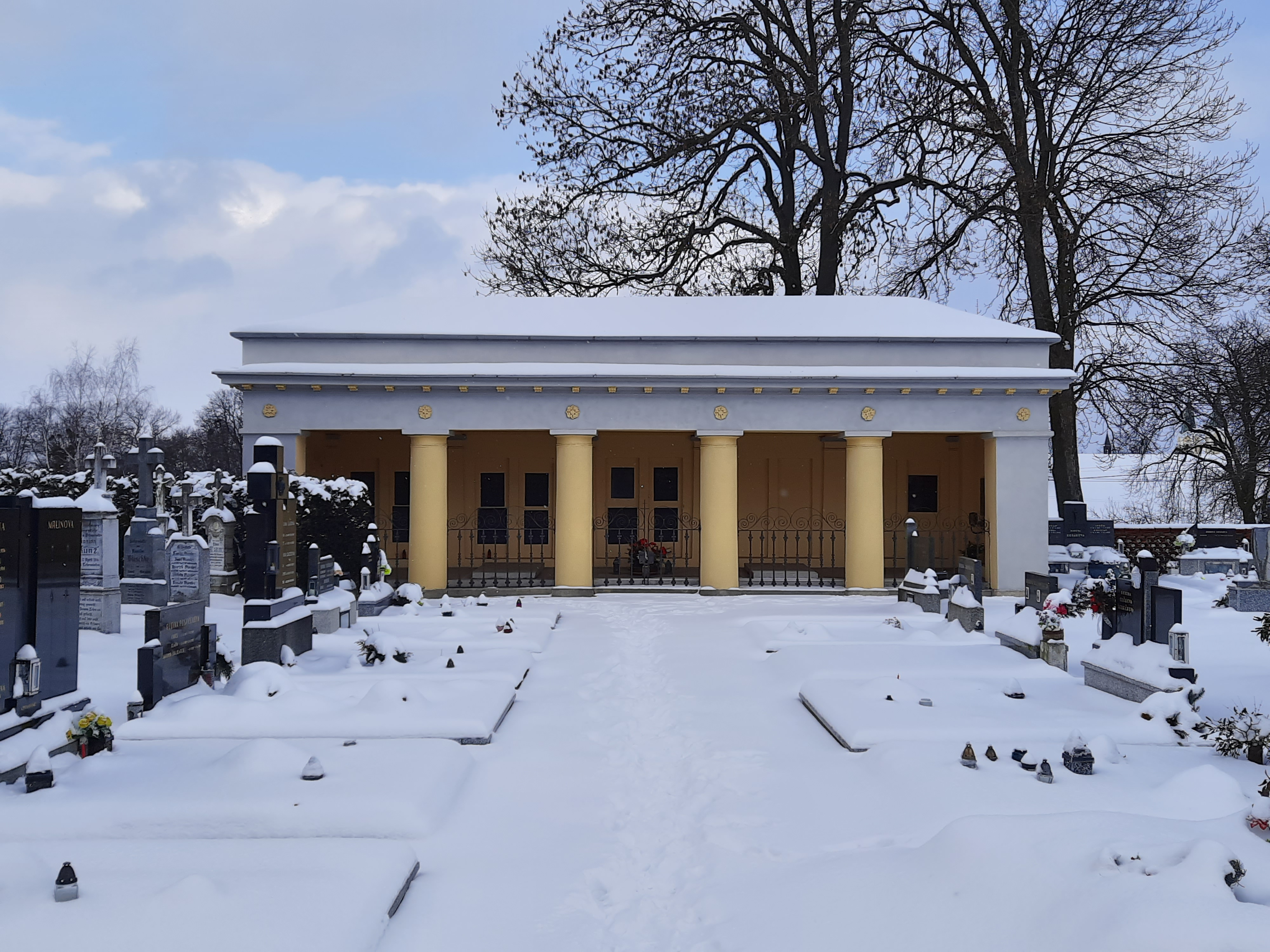
Hrobka na hřbitově Kuníně

Marie Walburga Truchsess Zeil-Waldburg zemřela 25. května 1828 na svém zámku v Kuníně ve věku 65 let. Přála si být pohřbena do skromného hrobu na kunínském hřbitově (nemohla být pohřbena u svých dětí, protože v kostele v Šenově se již nesmělo pohřbívat).
Univerzálním dědicem hraběnčina majetku se stal Emil Schindler, druhorozený syn jejího tajemníka Georga Schindlera a její oblíbené žačky a schovanky Judity Karolíny Goldové. Sama si ho vybrala mnoho let před svou smrtí (poté, co již v dětství zemřel jeho starší bratr) a postarala se o jeho vzdělání. Emil Schindler nechal na kunínském hřbitově vystavět empírovou hrobku, do níž byly přeneseny ostatky Marie Walpurgy a která se stala rodinnou hrobkou rodiny Schindlerových. V roce 1998 byla hrobka otevřena a byl proveden její archeologický průzkum. Po antropologickém průzkumu byly hraběnčiny pozůstatky znovu pietně uloženy.